# Izvorul Trotușului, Harghita
Izvorul Trotușului (în maghiară Sántatelek) este un sat în comuna Lunca de Sus din județul Harghita, Transilvania, România.
 Acest articol despre o localitate din județul Harghita este deocamdată un ciot. Puteți ajuta Wikipedia prin completarea lui.